# Palazzo della Repubblica (Varsavia)
Il Palazzo della Repubblica (in polacco Pałac Rzeczypospolitej), detto anche Palazzo Krasiński (in polacco Pałac Krasińskich) è un palazzo barocco situato a Varsavia in Plac Krasińskich. Fu costruito negli anni 1688-1699 per il voivoda di Płock, Jan Dobrogost Krasiński, secondo il progetto di Tielman van Gameren.
Dal 21 maggio 2024 è sede dell'esposizione permanente e delle mostre temporanee che presentano le collezioni più preziose della Biblioteca Nazionale polacca.

## Storia

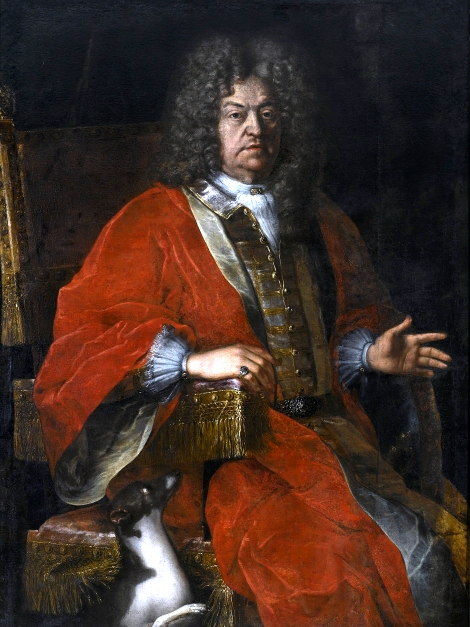
Jan Dobrogost Krasiński

Jan Dobrogost Krasiński, discendente dell'antica famiglia nobile masoviana ed erede di una grande fortuna, dopo la morte di suo padre, volle erigere una magnifica residenza a Varsavia, che avrebbe dovuto soddisfare le sue ambizioni politiche e mostrare l'orgoglio per la propria famiglia. L'architetto del palazzo fu Tielman van Gameren, un olandese formatosi in Italia, attivo in Polonia nella seconda metà del XVII secolo. La Biblioteca dell'Università di Varsavia conserva schizzi di Tielman van Gameren per la progettazione del palazzo.
La costruzione del palazzo iniziò nel 1688, quando Jan Dobrogost Krasiński fu nominato voivoda di Płock. I lavori furono eseguiti dagli scalpellini e imprenditori edili di Varsavia Rocco Solari, Giovanni Battista Maderni e Giuseppe Simone Belotti. Nel 1689 fu concluso un accordo con lo scultore Andreas Schlütter per realizzare un bassorilievo del timpano, che raffigura il trionfo del leggendario antenato della famiglia Krasiński, il comandante romano Marco Valerio Messalla Corvino. Fino al 1699 continuarono i lavori di decorazione del corpo principale, di rifinitura interna e di costruzione dell'annesso destro.
Il palazzo fu probabilmente devastato dalle truppe svedesi durante la grande guerra del nord. Dopo la morte di Jan Dobrogost nel 1717 passò in proprietà a suo nipote Błażej Krasiński, che morì nel 1751. Successivamente il palazzo passò ad alcuni membri della linea secondaria della famiglia Krasiński. Nel 1763 fu acquistato dal vescovo di Kamieniec Adam Krasiński. Questi vendette il palazzo il 5 dicembre 1765 allo Stato polacco per utilizzarlo come sede del Komisja Skarbowa Koronna (l'allora equivalente del Ministero delle Finanze). Da allora in poi fu chiamato “Pałac Rzeczypospolitej” - Palazzo della Repubblica. Nel 1766 iniziò la ricostruzione dell'interno sotto la direzione di Jakub Fontana. Nel dicembre 1782 il palazzo fu colpito da un incendio. L'anno successivo venne restaurato da Domenico Merlini. Dopo la terza spartizione della Polonia, le truppe russe portarono via gli arredi dal palazzo. Ai tempi del Ducato di Varsavia e sotto il dominio russo fu soprattutto sede di tribunali. Ai tempi della Seconda Repubblica di Polonia, il palazzo fu sede della Corte Suprema. Durante i bombardamenti tedeschi del settembre 1939 venne parzialmente danneggiato. Durante la rivolta di Varsavia dell'agosto 1944 si verificarono pesanti combattimenti per il controllo del palazzo. A seguito dei bombardamenti tedeschi il palazzo venne quasi completamente distrutto. La ricostruzione iniziò nel 1948 secondo il progetto di Mieczysław Kuzma e Zbigniew Stępiński. Nel 1956 il palazzo fu ceduto alla Biblioteca Nazionale polacca. Ospitava collezioni speciali: manoscritti, libri antichi, raccolte cartografiche, grafiche e musicali. Dopo la ristrutturazione, il 21 maggio 2024, il Palazzo Krasiński è stato ufficialmente aperto al pubblico. Attualmente è la sede di un'esposizione permanente delle collezioni più preziose della Biblioteca Nazionale polacca e mostre temporanee.

Immagini storiche
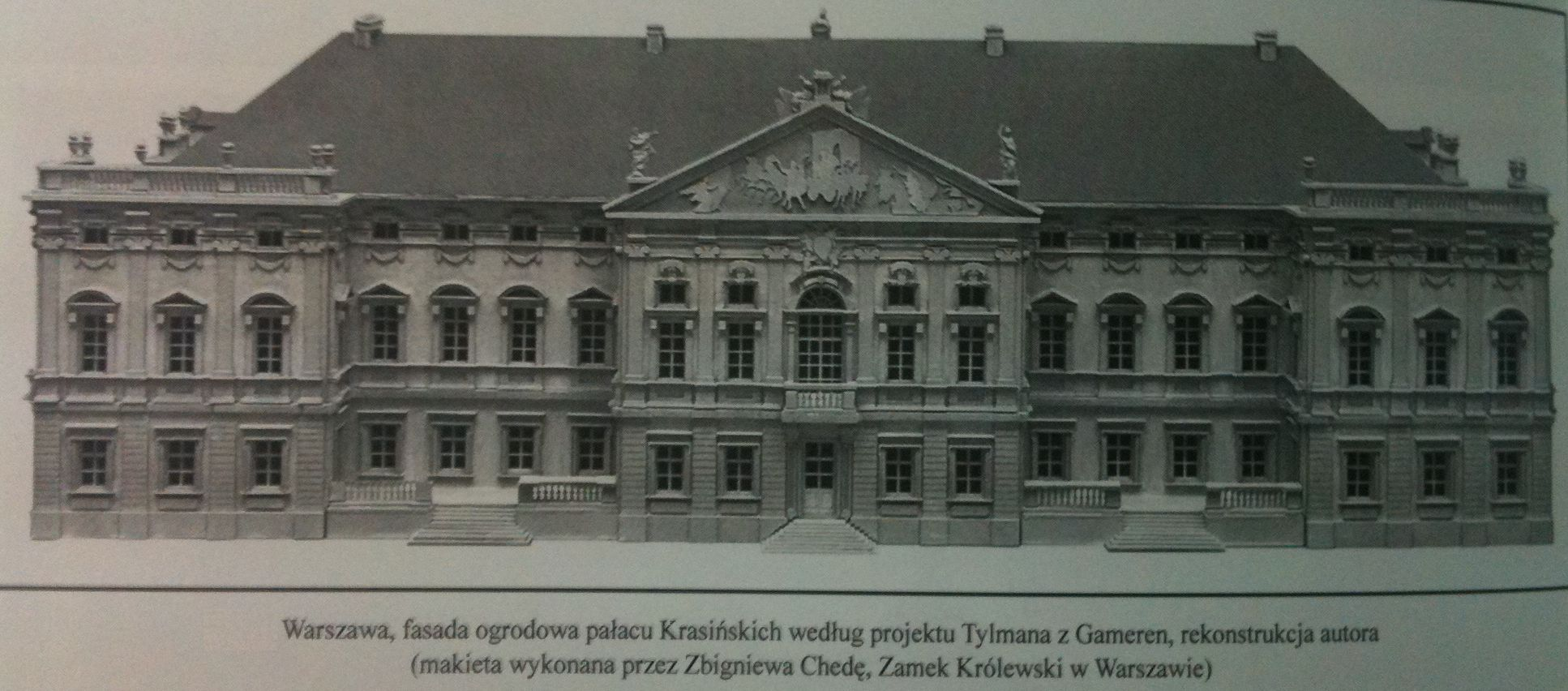
Il palazzo ai tempi di Tielman van Gameren
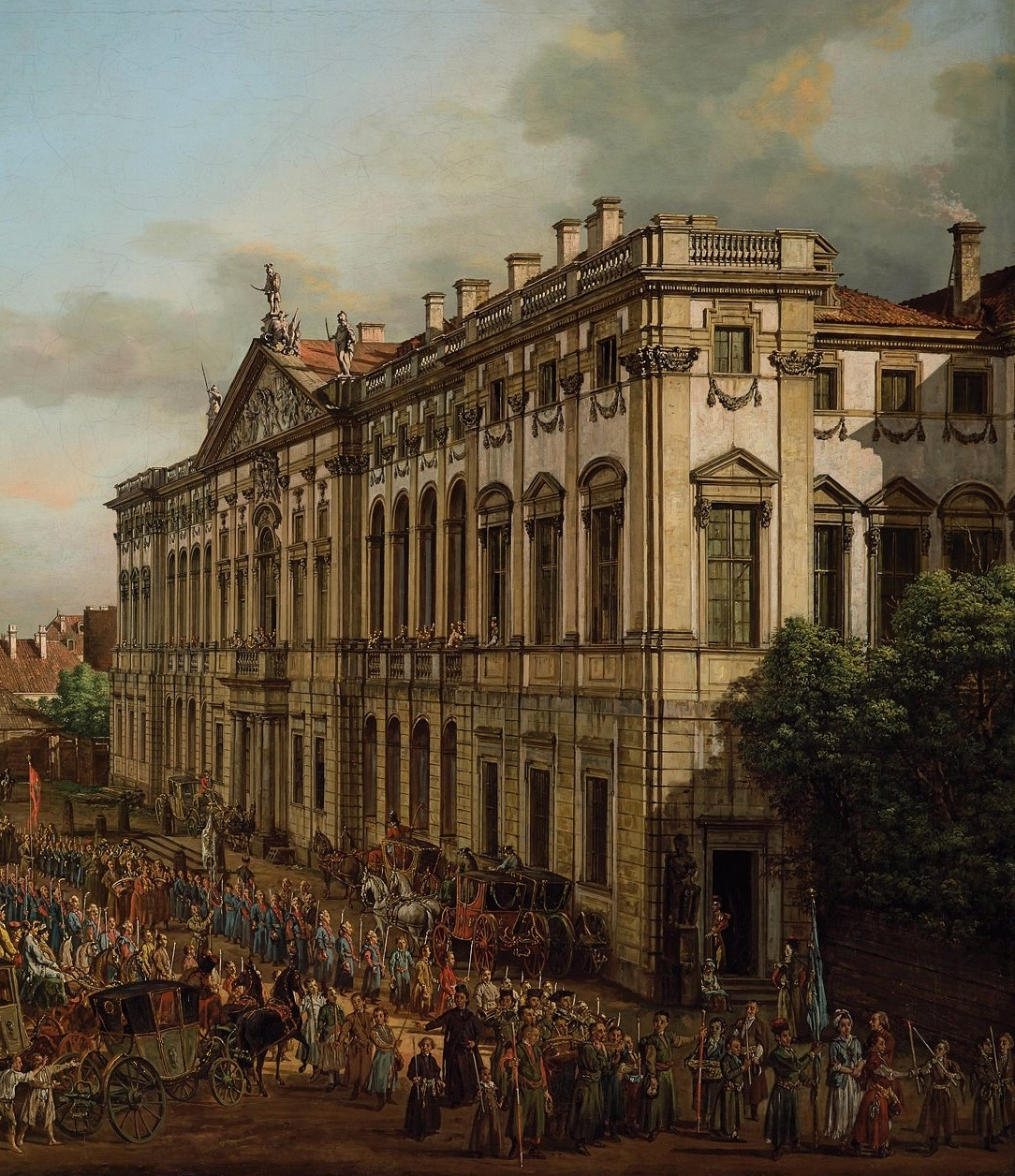
Frammento del dipinto di Bernadro Bellotto (1778)
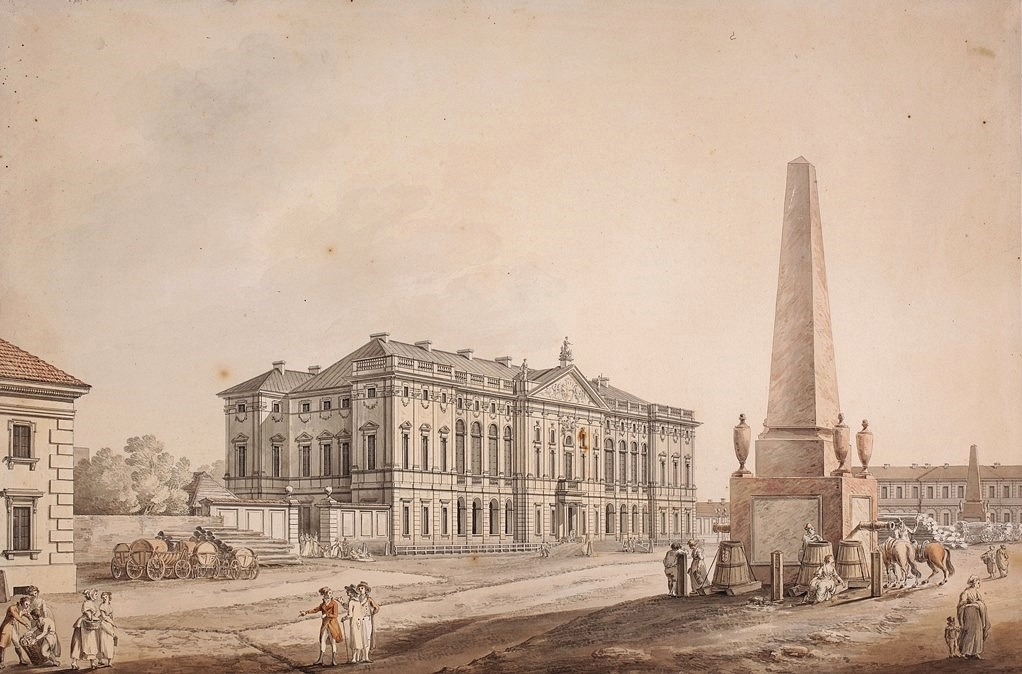
Stampa di Zygmunt Vogel (1795)
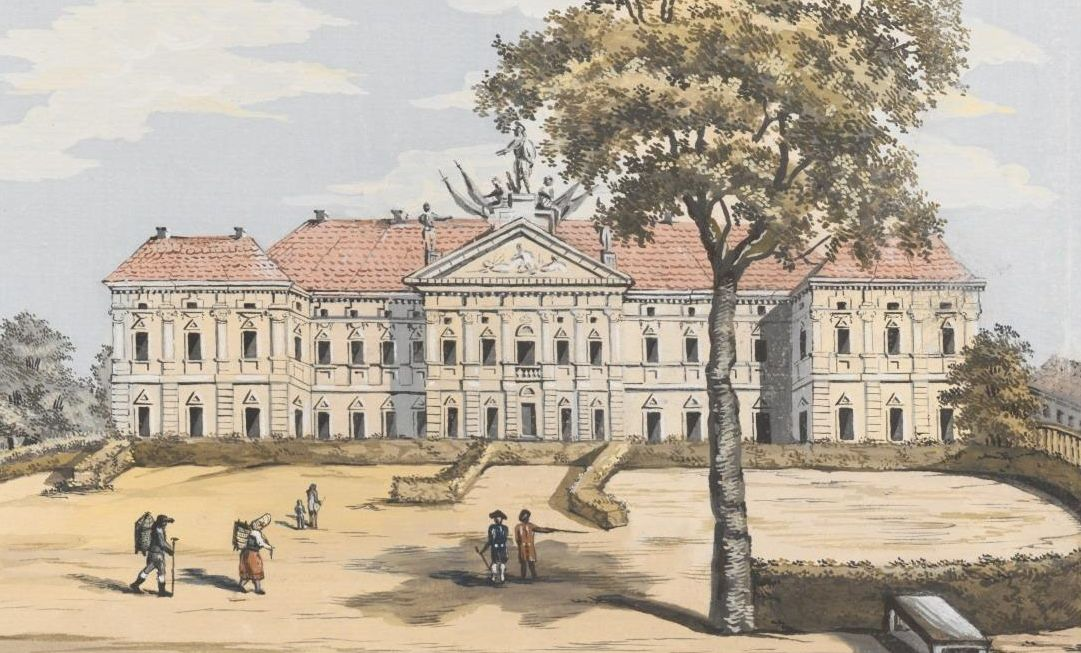
Il palazzo nel 1805
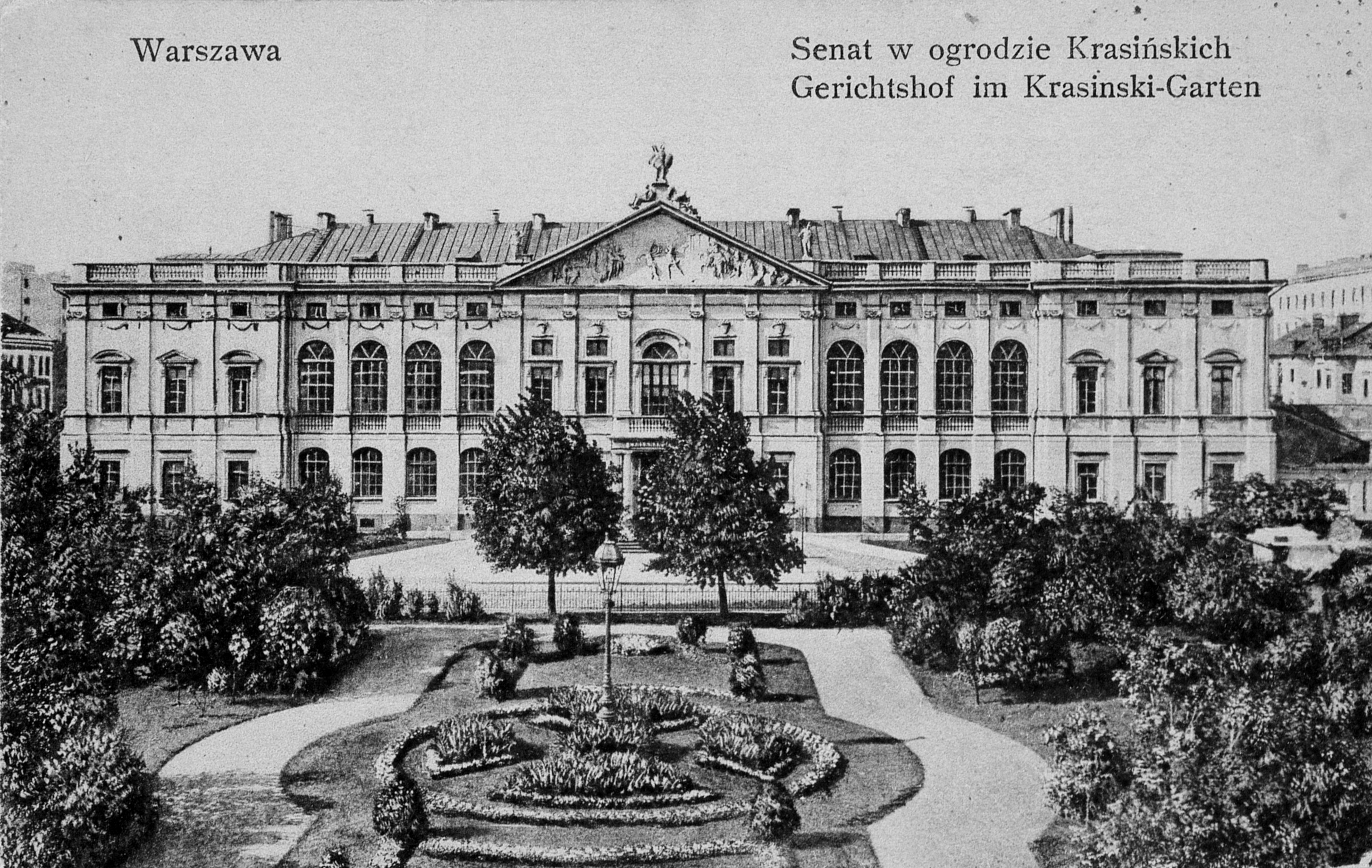
Il palazzo visto da piazza Krasiński durante il periodo interbellico
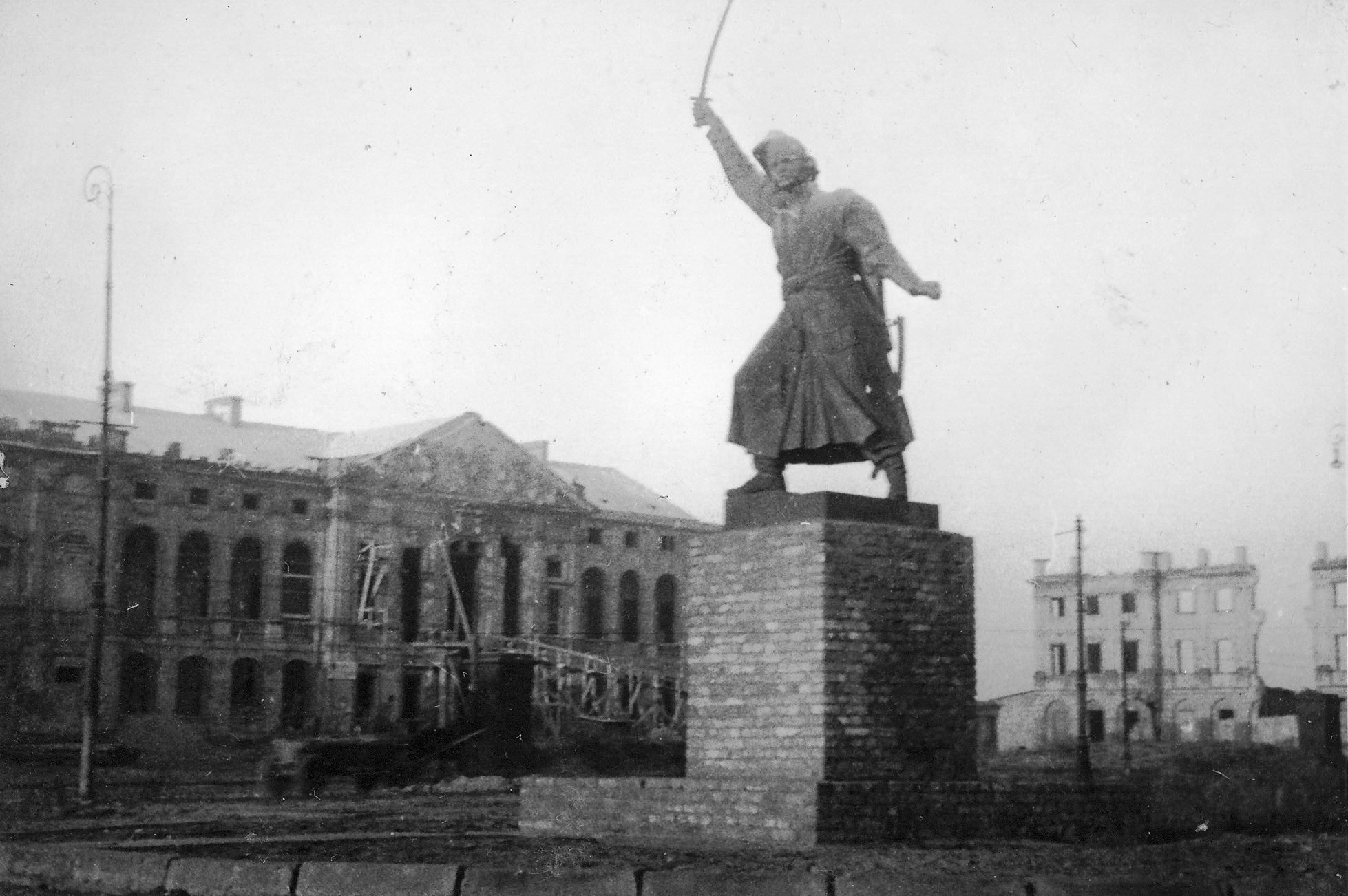
Il palazzo dopo la seconda guerra mondiale

Fotografie contemporanee
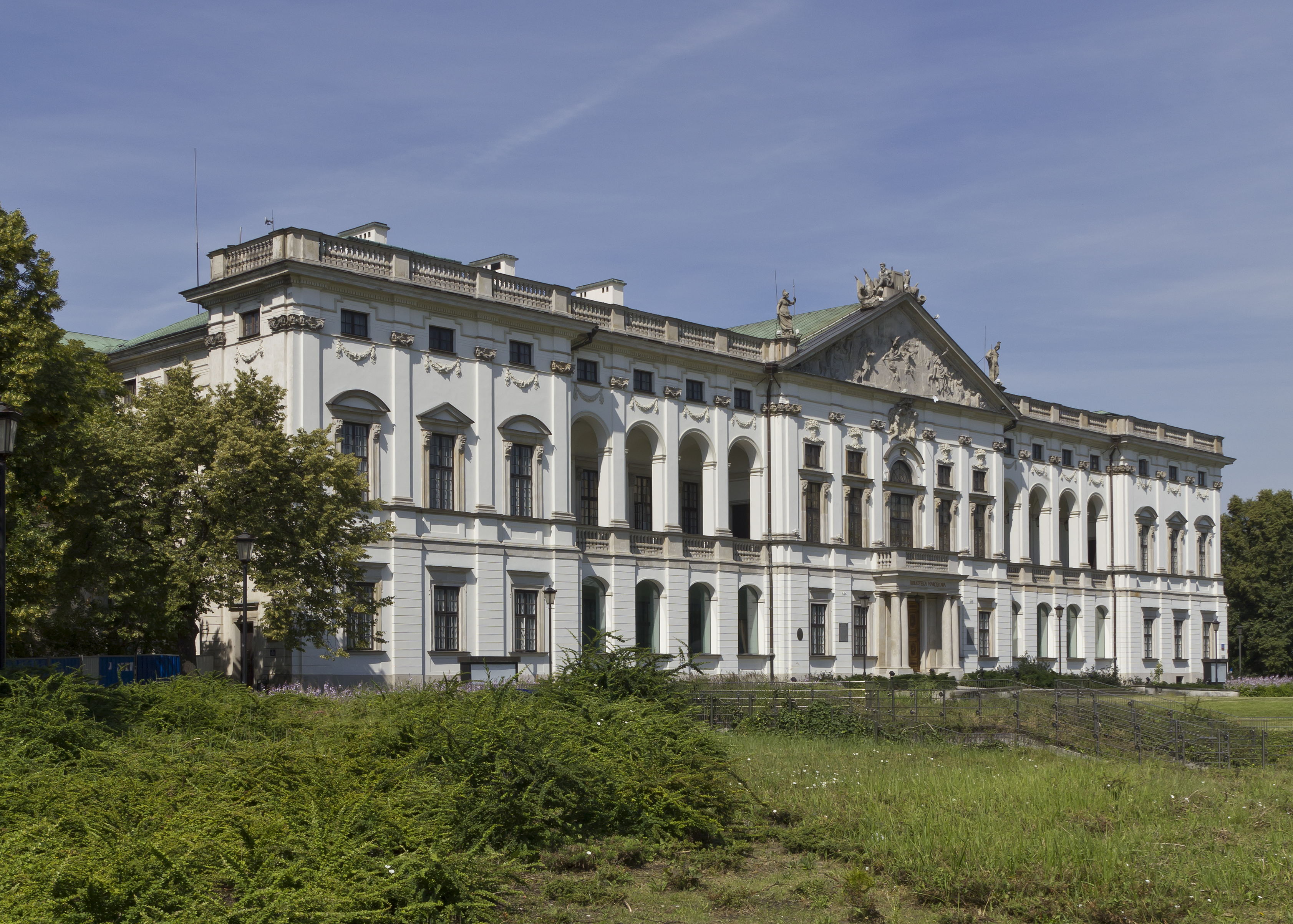
Facciata a frontone (2013)
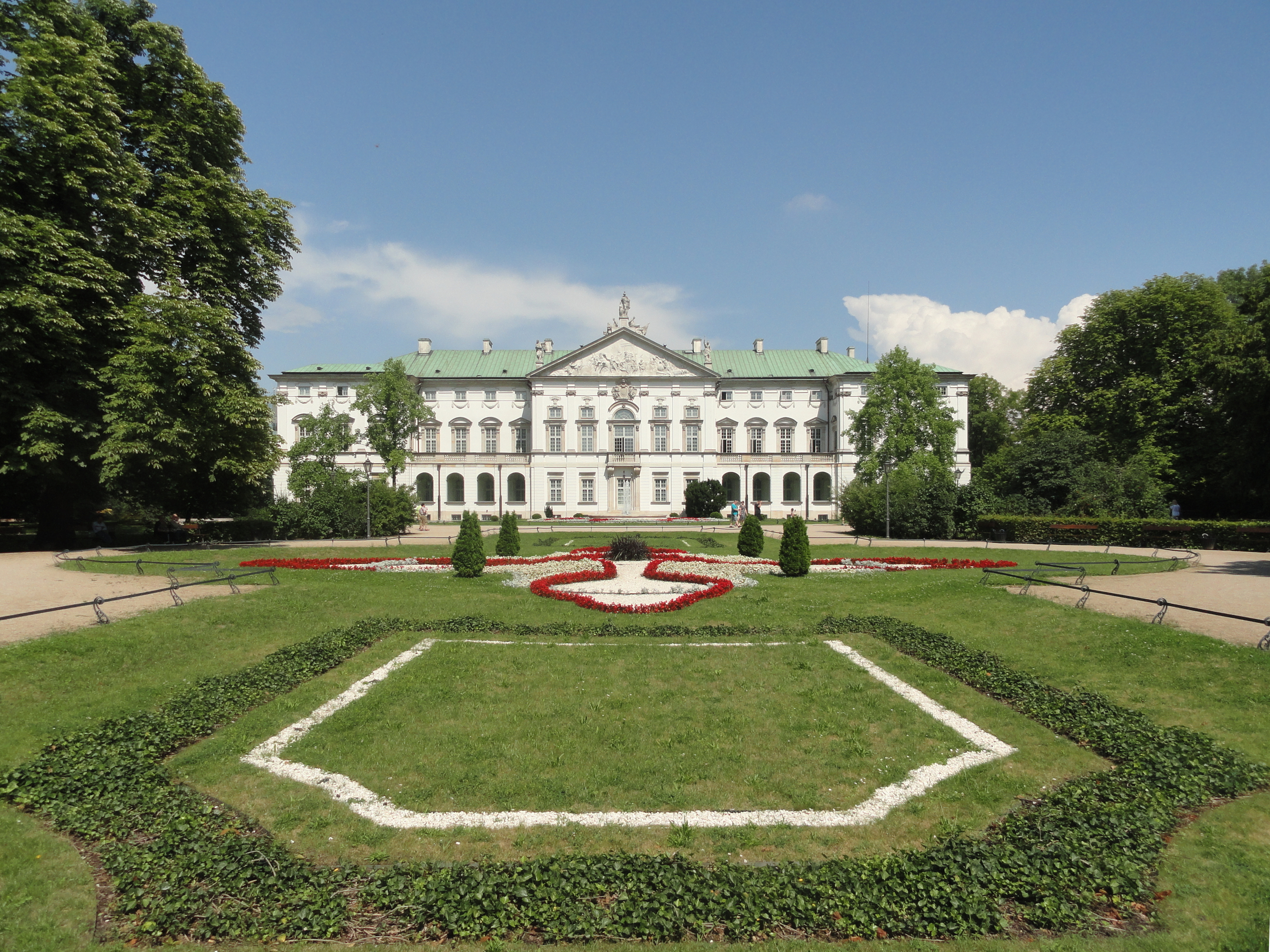
Facciata del giardino (2018)
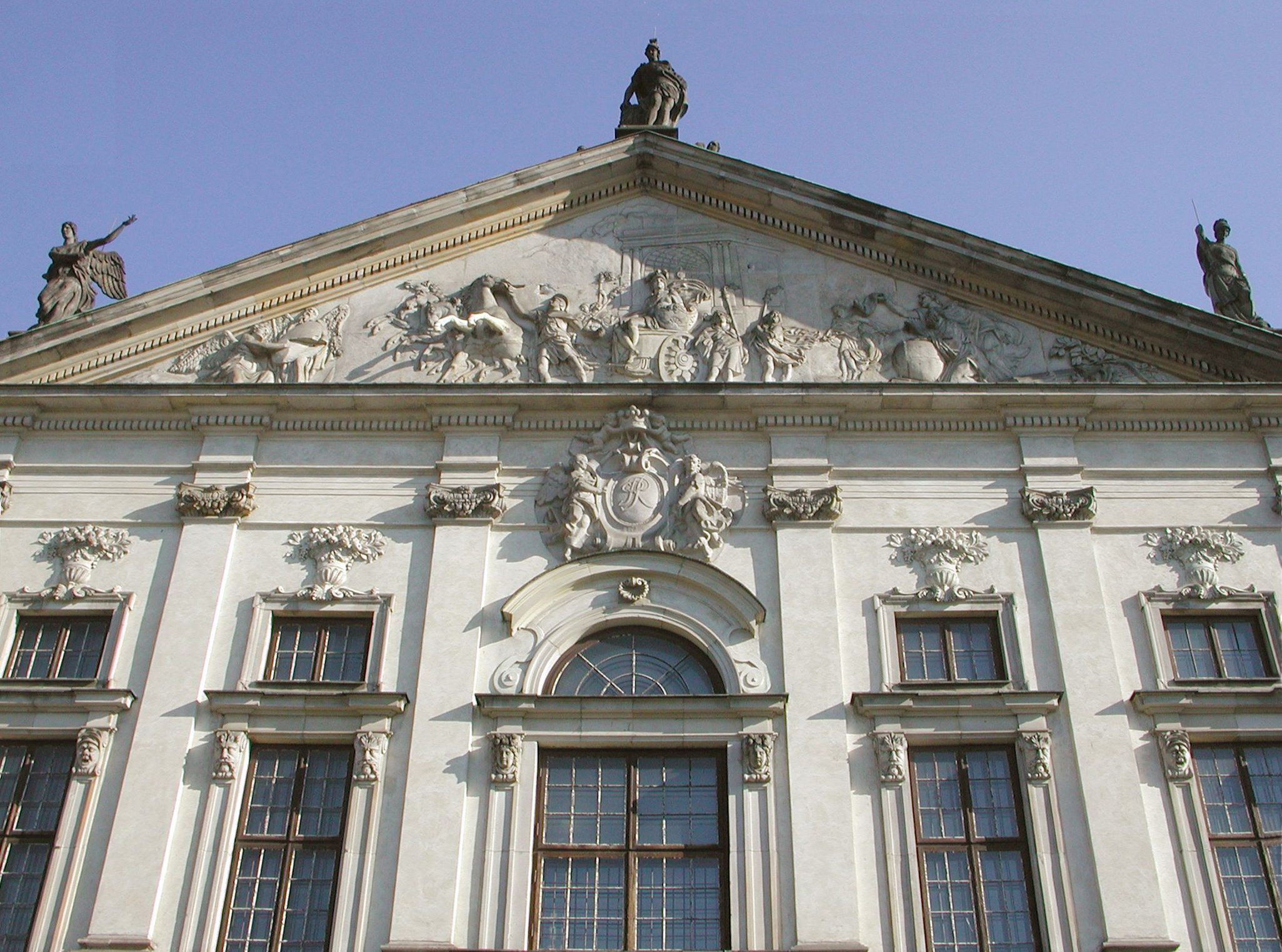
Le sculture di Andreas Schlüter (2005)
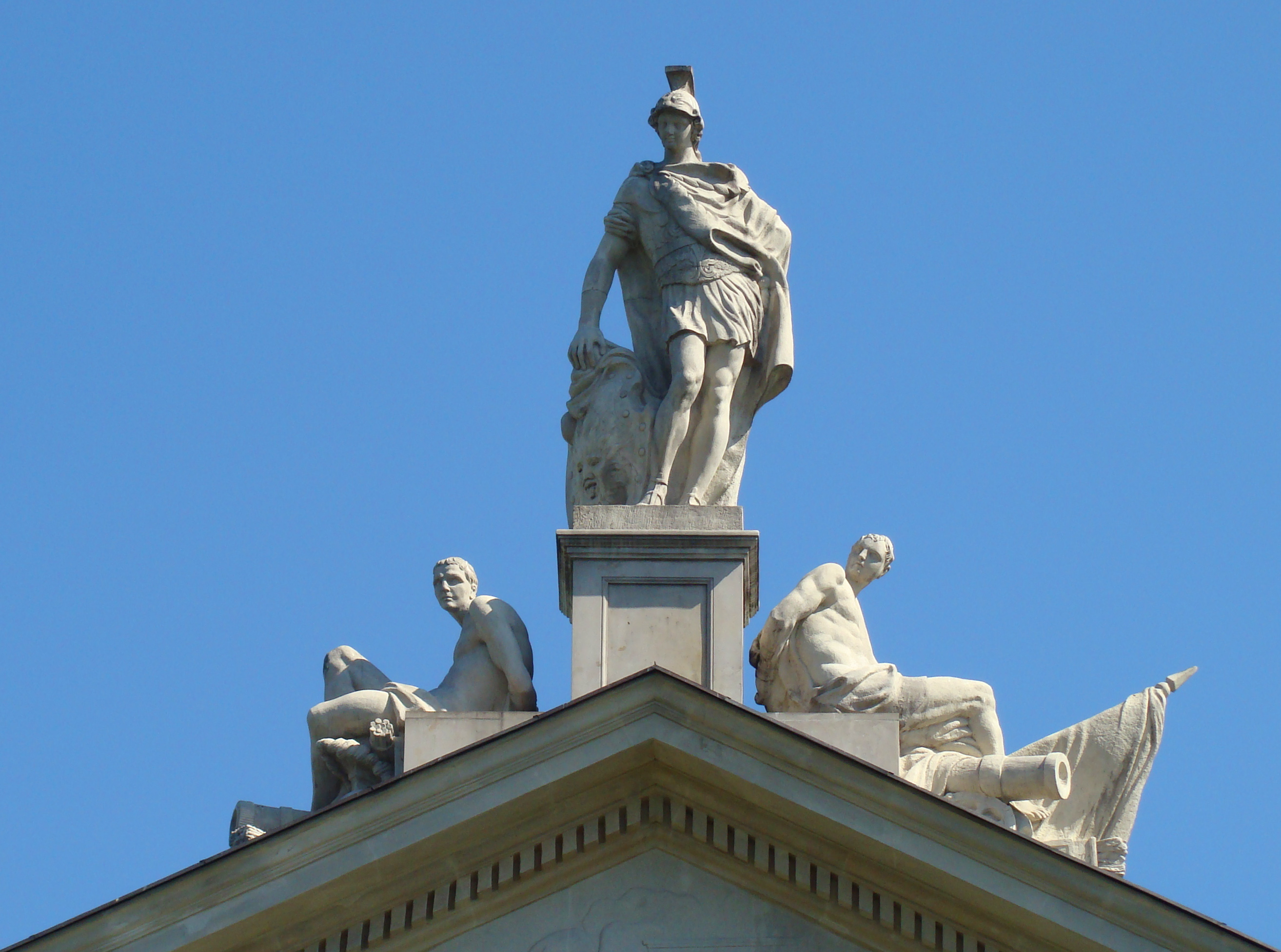
Panoplia (2009)
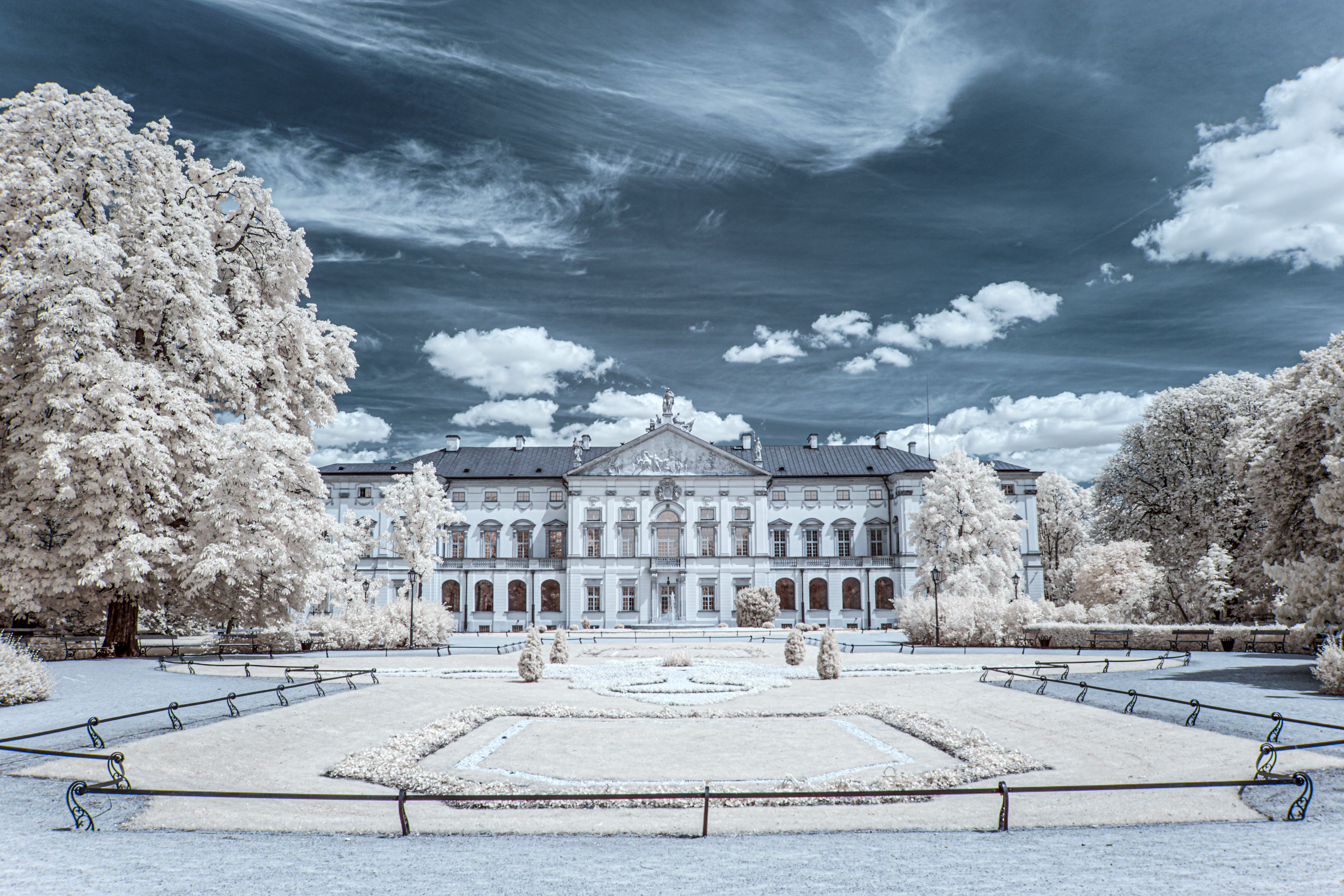

## Mostra
Nella mostra permanente sono presentati importanti documenti della lingua polacca e della storia della Polonia, i Sermoni della Santa Croce ed il Salterio di San Floriano, l’Antico Annale di Santa Croce, i manoscritti della Cronaca di Gallo Anonimo e della Cronaca di Wincenty Kadłubek. Sono stati esposti manoscritti di opere dei principali scrittori polacchi, sia storici (tra cui Jan Kochanowski, Adam Mickiewicz, Juliusz Słowacki, Cyprian Kamil Norwid) e più contemporanei (Krzysztof Kamil Baczyński, Zbigniew Herbert, Czesław Miłosz). I documenti di ambito musicale includono manoscritti di opere di compositori come Fryderyk Chopin, Henryk Mikołaj Górecki e Krzysztof Komeda. Tra gli oggetti presentati si trovano anche documenti polacchi e stranieri di scrittura e miniatura medievale e rinascimentale.

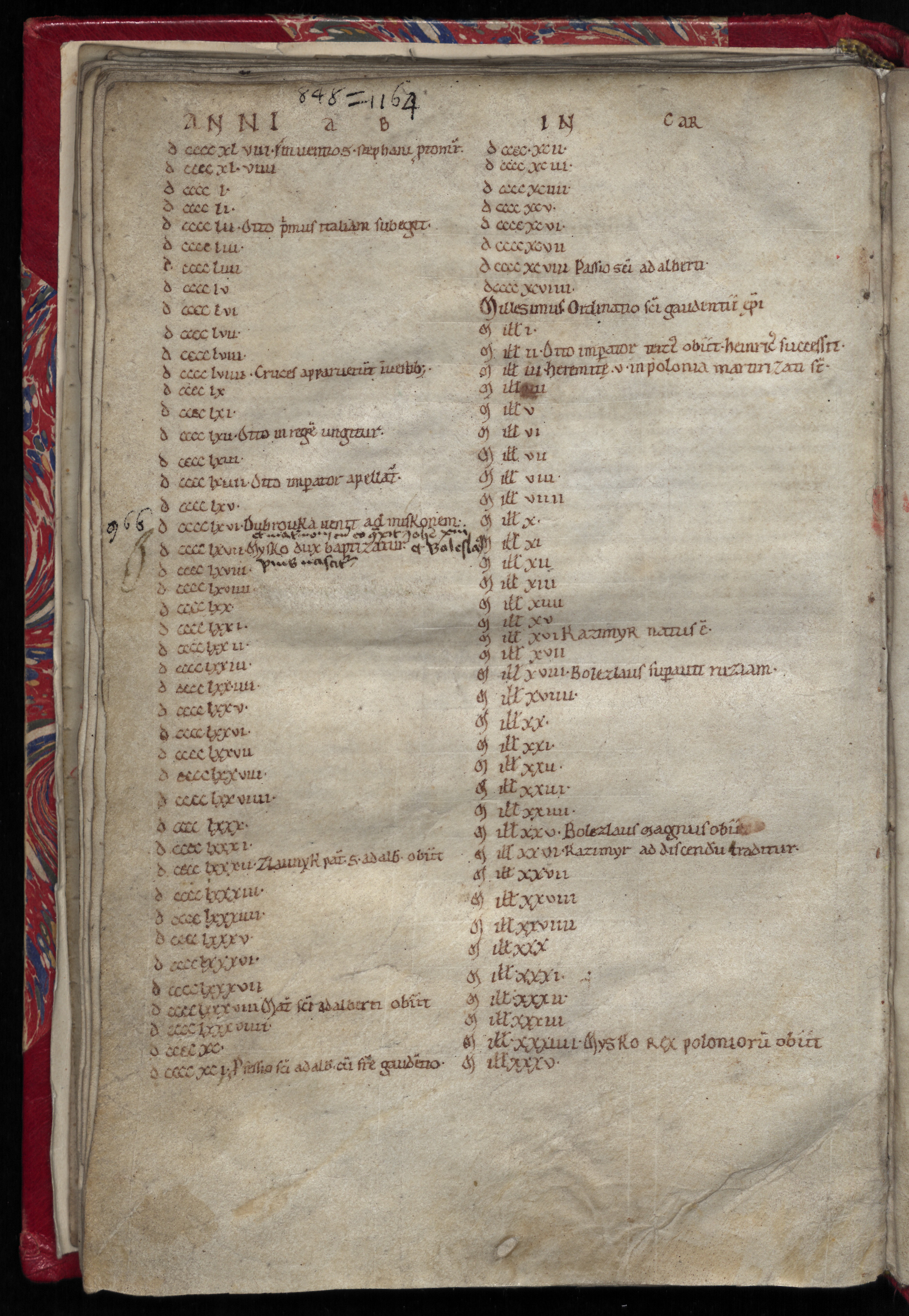
l’Antico Annale di Santa Croce
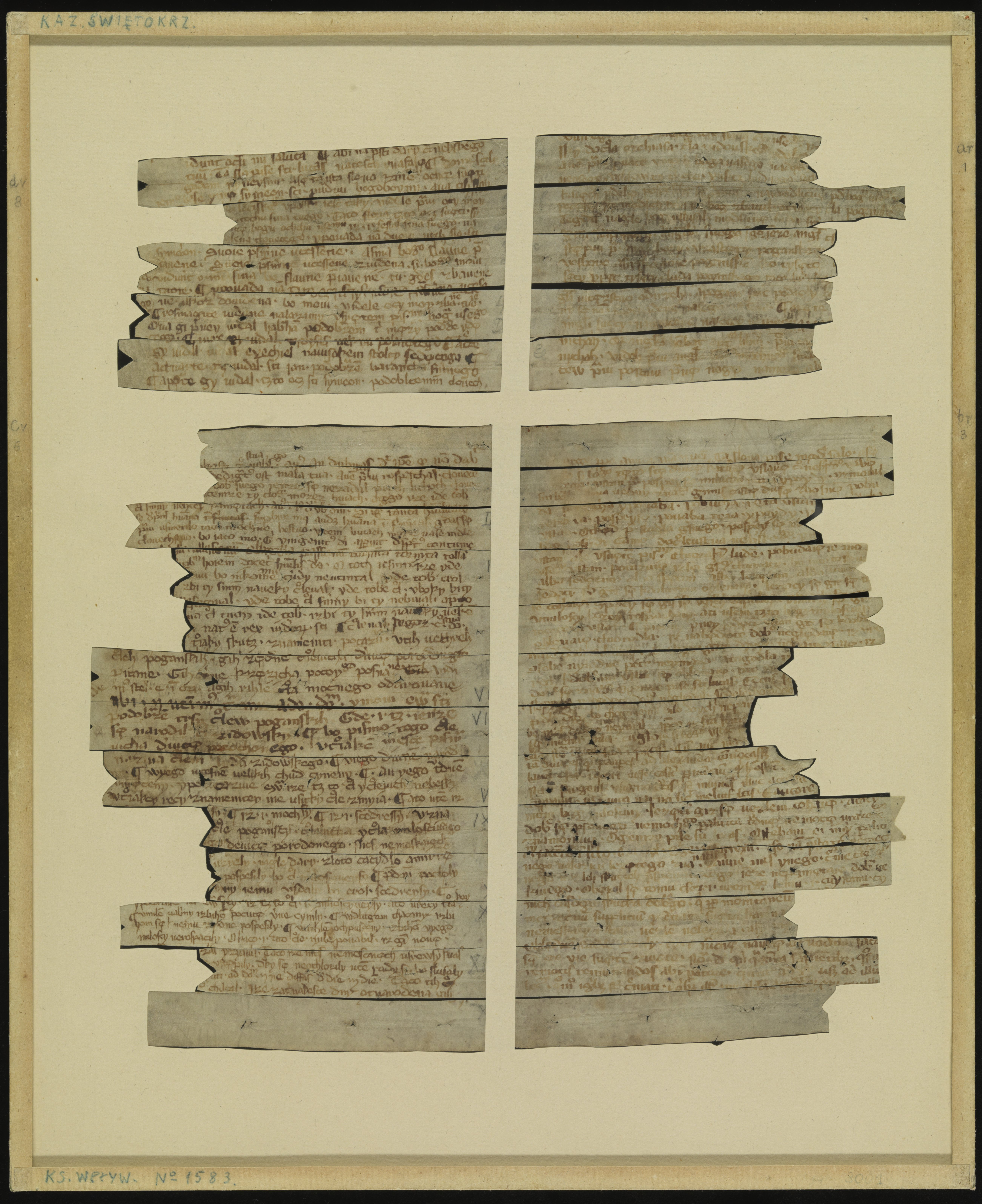
Sermoni della Santa Croce
Salterio di San Floriano
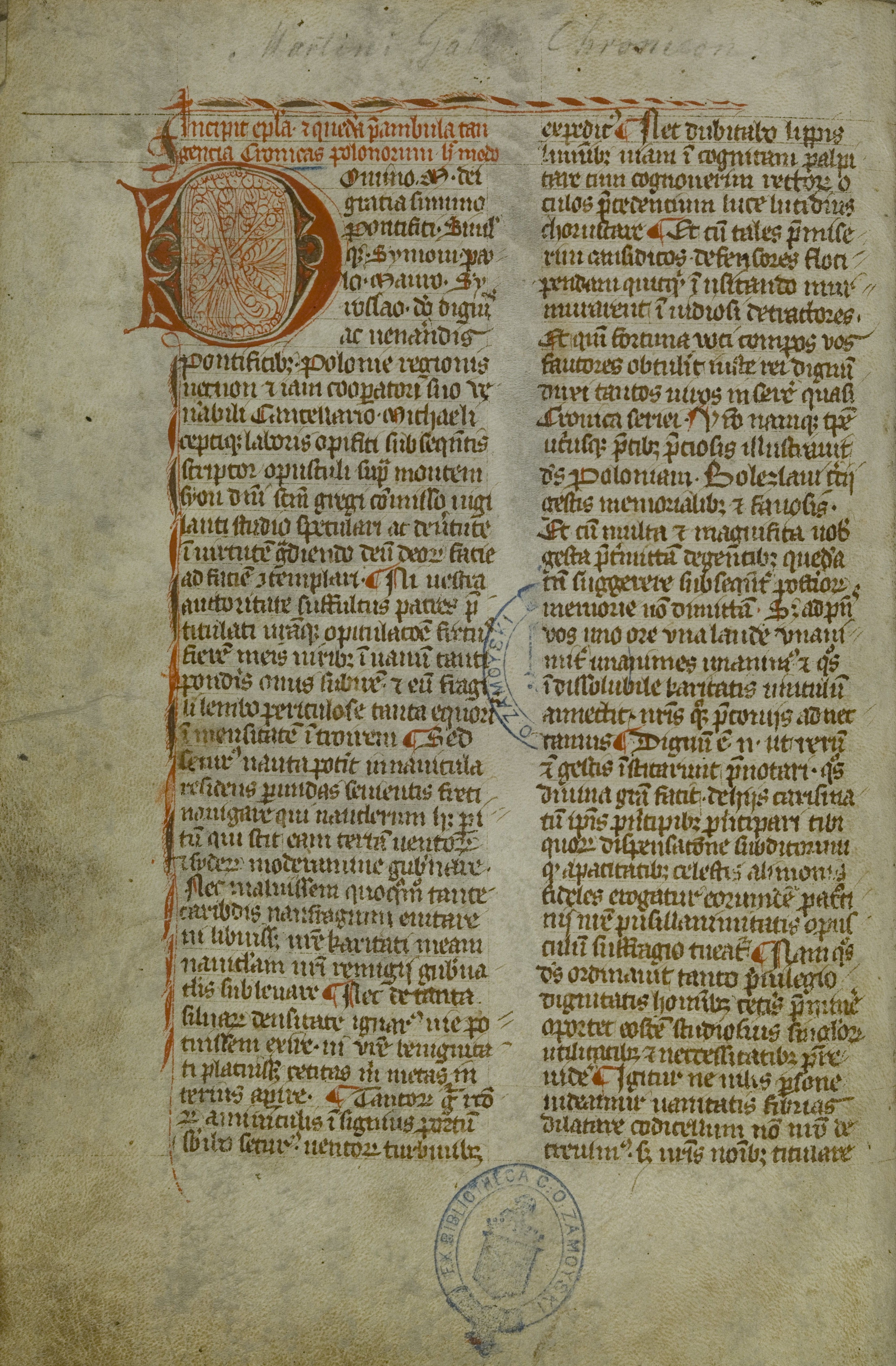
Cronaca di Gallo Anonimo
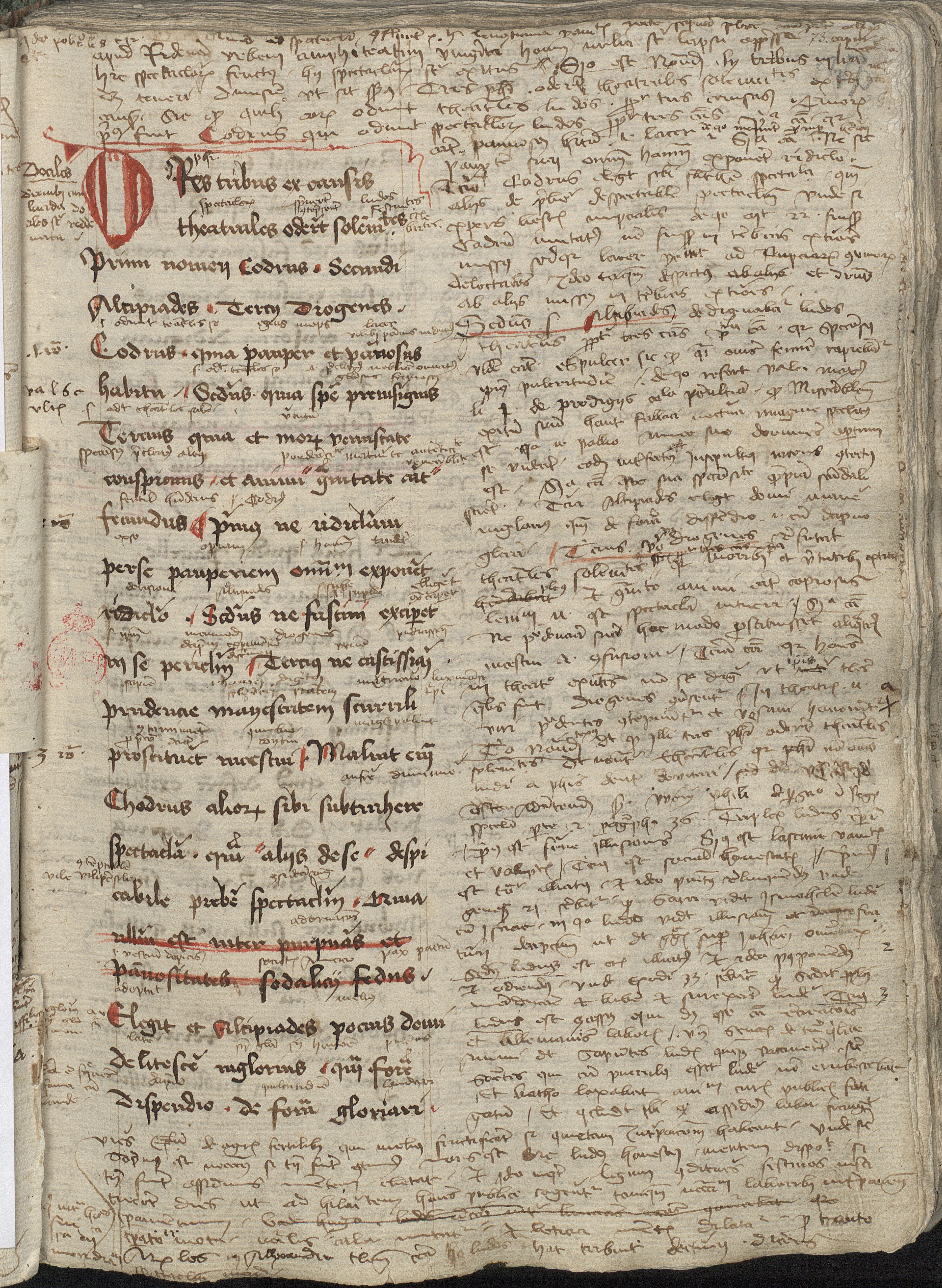
Cronaca di Wincenty Kadłubek
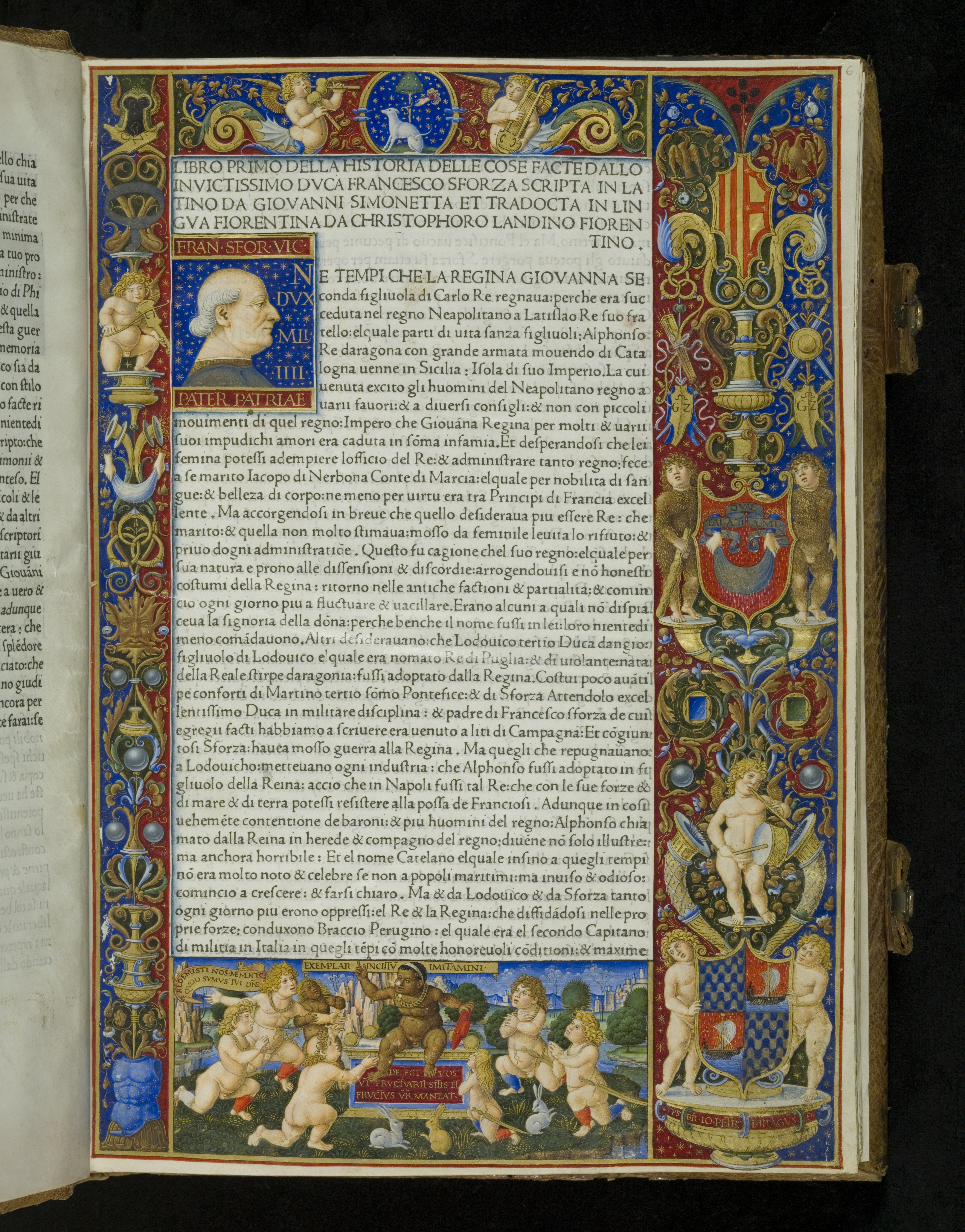
Sforziada